# Eleccions cantonals franceses de 2001

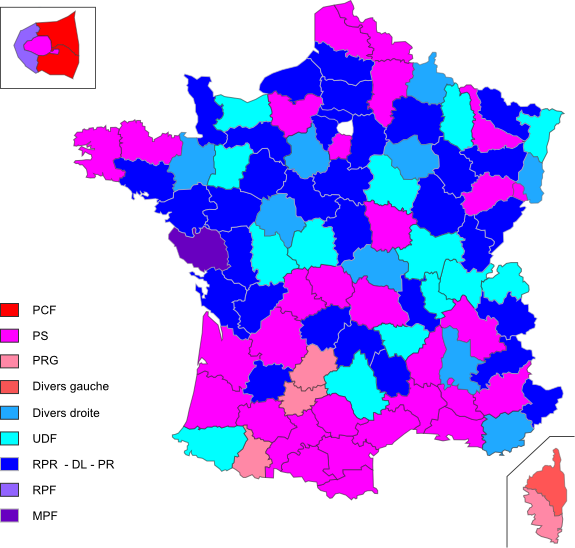
Color polític dels presidents de Consell General després de les eleccions cantonals de 2001

Les eleccions cantonals franceses de 2001 se celebraren l'11 i 18 de març de 2001, conjuntament amb les eleccions municipals. L'esquerra va mantenir uns bons resultats i assolí la presidència de sis consells generals més, tot perdent el Consell General de l'Allier, guanyat pel comunista Jean-Claude Mairal.
Presidències que canviaren cap a la dreta:
- Consell General de l'Allier (DVD)

Presidències que bascularen cap a l'esquerra:
- Consell General de Còrsega del Sud (DVG)
- Consell General de Cruesa (PS)
- Consell General de l'Eure (PS)
- Consell General de l'Isère (PS)
- Consell General de l'Alta Saona (PS)
- Consell General de la Valclusa (PS)

## Els presidents de Consell General elegits el 2001
- Arran la creació de la Unió pel Moviment Popular el 2002, els presidents de consells generals que renovaren el seu mandat el 2004 havien mantingut la seva etiqueta política com UDF, PR, RPR o DL el 2001.
- Els noms dels presidents novament elegits el 2001 duen un asterisc.[3]

|     | Departament              | President                | Partit                     |
| --- | ------------------------ | ------------------------ | -------------------------- |
| 01  | Ain                      | Jean Pépin               | UDF                        |
| 02  | Aisne                    | Yves Daudigny*           | PS                         |
| 03  | Allier                   | Gérard Dériot*           | DVD                        |
| 04  | Alpes-de-Haute-Provence  | Jean-Louis Bianco        | PS                         |
| 05  | Hautes-Alpes             | Alain Bayrou             | DL                         |
| 06  | Alpes-Maritimes          | Charles Ginésy           | RPR                        |
| 07  | Ardèche                  | Michel Teston            | PS                         |
| 08  | Ardennes                 | Roger Aubry              | DVD                        |
| 09  | Arieja                   | Augustin Bonrepaux*      | PS                         |
| 10  | Aube                     | Philippe Adnot           | Moviment liberal i moderat |
| 11  | Aude                     | Marcel Rainaud           | PS                         |
| 12  | Aveyron                  | Jean Puech               | UDF                        |
| 13  | Bouches-du-Rhône         | Jean-Noël Guérini        | PS                         |
| 14  | Calvados                 | Anne d'Ornano            | UDF                        |
| 15  | Cantal                   | Vincent Descoeur*        | RPR                        |
| 16  | Charente                 | Jean-Michel Boivin       | RPR                        |
| 17  | Charente-Maritime        | Claude Belot             | RPR                        |
| 18  | Cher                     | Rémy Pointereau*         | RPR                        |
| 19  | Corrèze                  | Jean-Pierre Dupont       | RPR                        |
| 2A  | Còrsega del Sud          | Noël Sarrola*            | DVG                        |
| 2B  | Alta Còrsega             | Paul Giacobbi            | PRG                        |
| 21  | Côte-d'Or                | Louis de Broissia        | RPR                        |
| 22  | Côtes-d'Armor            | Claudy Lebreton          | PS                         |
| 23  | Cruesa                   | Jean-Jacques Lozach*     | PS                         |
| 24  | Dordonya                 | Bernard Cazeau           | PS                         |
| 25  | Doubs                    | Claude Girard            | RPR                        |
| 26  | Droma                    | Charles Monge*           | DVD                        |
| 27  | Eure                     | Jean-Louis Destans*      | PS                         |
| 28  | Eure-et-Loir             | Albéric de Montgolfier   | DVD                        |
| 29  | Finistère                | Pierre Maille            | PS                         |
| 30  | Gard                     | Damien Alary*            | PS                         |
| 31  | Alta Garona              | Pierre Izard             | PS                         |
| 32  | Gers                     | Philippe Martin          | PS                         |
| 33  | Gironda                  | Philippe Madrelle        | PS                         |
| 34  | Hérault                  | André Vezinhet           | PS                         |
| 35  | Ille-et-Vilaine          | Marie-Joseph Bissonnier* | DVD                        |
| 36  | Indre                    | Louis Pinton             | UDF                        |
| 37  | Indre-et-Loire           | Marc Pommereau*          | DVD                        |
| 38  | Isère                    | André Vallini*           | PS                         |
| 39  | Jura                     | Gérard Bailly            | RPR                        |
| 40  | Landes                   | Henri Emmanuelli         | PS                         |
| 41  | Loir-et-Cher             |                          | RPR                        |
| 42  | Loire                    | Pascal Clément           | DL                         |
| 43  | Haute-Loire              | Jacques Barrot           | UDF                        |
| 44  | Loire-Atlantique         | André Trillard*          | RPR                        |
| 45  | Loiret                   | Éric Doligé              | RPR                        |
| 46  | Lot                      | Jean Milhau              | PRG                        |
| 47  | Lot-et-Garonne           | Jean François-Poncet     | PR                         |
| 48  | Lozère                   | Jean-Paul Pottier        | DL                         |
| 49  | Maine-et-Loire           | André Lardeux            | RPR                        |
| 50  | Manche                   | Jean-François Le Grand   | RPR                        |
| 51  | Marne                    | René-Paul Savary*        | RPR                        |
| 52  | Haute-Marne              | Bruno Sido               | RPR                        |
| 53  | Mayenne                  | Jean Arthuis             | UDF                        |
| 54  | Meurthe-et-Moselle       | Michel Dinet             | PS                         |
| 55  | Meuse                    | Bertrand Pancher*        | UDF                        |
| 56  | Morbihan                 | Jean-Charles Cavaillé    | RPR                        |
| 57  | Moselle                  | Philippe Leroy           | RPR                        |
| 58  | Nièvre                   | Marcel Charmant*         | PS                         |
| 59  | Nord                     | Bernard Derosier         | PS                         |
| 60  | Oise                     | Jean-François Mancel     | RPR                        |
| 61  | Orne                     | Gérard Burel             | RPR                        |
| 62  | Pas-de-Calais            | Roland Huguet            | PS                         |
| 63  | Puei Domat               | Pierre-Joël Bonte        | PS                         |
| 64  | Pirineus Atlàntics       | Jean-Jacques Lasserre*   | UDF                        |
| 65  | Alts Pirineus            | François Fortassin       | PRG                        |
| 66  | Pirineus Orientals       | Christian Bourquin       | PS                         |
| 67  | Baix Rin                 | Philippe Richert         | UDF                        |
| 68  | Alt Rin                  | Constant Georg           | DVD                        |
| 69  | Rhône                    | Michel Mercier           | UDF                        |
| 70  | Haute-Saône              | Yves Krattinger*         | PS                         |
| 71  | Saône-et-Loire           | René Beaumont            | UDF                        |
| 72  | Sarthe                   | Roland du Luart          | RPR                        |
| 73  | Savoia                   | Hervé Gaymard            | RPR                        |
| 74  | Haute-Savoie             | Ernest Nycollin          | UDF                        |
| 75  | Paris                    | Bertrand Delanoë*        | PS                         |
| 76  | Seine-Maritime           |                          | RPR                        |
| 77  | Seine-et-Marne           | Jacques Larche           | UDF                        |
| 78  | Yvelines                 | Franck Borotra           | RPR                        |
| 79  | Deux-Sèvres              | Jean-Marie Morisset      | UDF                        |
| 80  | Somme                    |                          | RPR                        |
| 81  | Tarn                     | Thierry Carcenac         | PS                         |
| 82  | Tarn-et-Garonne          | Jean-Michel Baylet       | PRG                        |
| 83  | Var                      | Horace Lanfranchi*       | DVD                        |
| 84  | Vaucluse                 | Claude Haut*             | PS                         |
| 85  | Vendée                   | Philippe de Villiers     | MPF                        |
| 86  | Vienne                   | René Monory              | UDF                        |
| 87  | Haute-Vienne             | Jean-Claude Peyronnet    | PS                         |
| 88  | Vosges                   | Christian Poncelet       | RPR                        |
| 89  | Yonne                    | Henri de Raincourt       | UDF                        |
| 90  | Territori de Belfort     | Christian Proust         | MDC                        |
| 91  | Essonne                  | Michel Berson            | PS                         |
| 92  | Hauts-de-Seine           | Charles Pasqua           | RPF                        |
| 93  | Seine-Saint-Denis        | Robert Clément           | PCF                        |
| 94  | Val-de-Marne             | Christian Favier*        | PCF                        |
| 95  | Val-d'Oise               | François Scellier        | PR                         |
| 971 | Guadeloupe               | Jacques Gillot*          | GUSR                       |
| 972 | Martinica                | Claude Lise              | RDM                        |
| 973 | Guyane                   | Joseph Ho-Ten-You        |                            |
| 974 | Réunion                  | Jean-Luc Poudroux        | RPR                        |
| 975 | Saint-Pierre-et-Miquelon | Marc Plantegenest        | AD (DVD)                   |
| 976 | Mayotte                  | Younoussa Bamana         | UDF                        |

## Resultats oficials
|               | 1a Volta   | en % dels inscrits | 2a Volta   | en % dels inscrits |
| ------------- | ---------- | ------------------ | ---------- | ------------------ |
| Inscrits      | 19.586.716 | 100%               | 14.251.628 | 100%               |
| Abstenció     | 6.761.060  | 34,52%             | 6.234.939  | 43,75%             |
| Votants       | 12.825.656 | 65,48%             | 8.016.689  | 56,25%             |
| Blancs i nuls | 614.499    | 3,14%              | 476.907    | 3,35%              |
| Vàlids        | 12.211.157 | 62,34%             | 7.539.782  | 52,90%             |

| Partits       | Vots 1a Volta | % exp. 1a Volta | nº escons 1a Volta | Vots 2a Volta | % exp. 2a Volta | nº escons 2a Volta | Total escons |
| ------------- | ------------- | --------------- | ------------------ | ------------- | --------------- | ------------------ | ------------ |
| EXG           | 76.605        | 0,65%           | 1                  | 5.302         | 0,07%           | 1                  | 2            |
| PCF           | 1.196.341     | 9,80%           | 28                 | 536.901       | 7,12%           | 98                 | 126          |
| PS            | 2.706.319     | 22,16%          | 164                | 2.306.925     | 30,60%          | 330                | 494          |
| PRG           | 150.695       | 1,23%           | 14                 | 100.143       | 1,33%           | 26                 | 40           |
| Divers gauche | 823.548       | 6,74%           | 61                 | 525.089       | 6,96%           | 115                | 176          |
| Les Verts     | 723.310       | 5,92%           |                    | 146.057       | 1,94%           | 12                 | 12           |
| Altres écolos | 66.346        | 0,54%           | 2                  | 5713          | 0,08%           | 1                  | 3            |
| Regionalistes | 54321         | 0,44%           |                    | 8688          | 0,12%           | 3                  | 3            |
| CPNT          | 44.680        | 0,37%           | 1                  | 25.608        | 0,34%           | 4                  | 5            |
| Divers        | 46.377        | 0,38%           |                    | 19.655        | 0,26%           | 4                  | 4            |
| DVD           | 1.953.003     | 15,99%          | 163                | 1.328.604     | 17,62%          | 292                | 455          |
| UDF           | 1122055       | 9,19%           | 96                 | 850.821       | 16,64%          | 135                | 231          |
| DL            | 363.922       | 2,98%           | 40                 | 275.537       | 3,65%           | 50                 | 90           |
| RPR           | 1.520.072     | 12,45%          | 135                | 1.254.619     | 16,64%          | 203                | 338          |
| RPF           | 151.489       | 1,24%           | 4                  | 93.798        | 1,24%           | 14                 | 18           |
| FN            | 847.383       | 6,94%           |                    | 46.149        | 0,61%           |                    |              |
| MNR           | 361.565       | 2,96%           |                    | 10163         | 0,13%           |                    |              |
| Total         | 1.221.031     |                 | 709                | 7.539.782     |                 | 1288               | 1997         |